# ロンドン地下鉄1960形電車
ロンドン地下鉄1960形電車(London Underground 1960 Stock)はロンドン地下鉄セントラル線でかつて使用されていた電車である。ロンドン地下鉄の2種類ある車両サイズのうち、小さいほうのサイズの車両群に属する。12両の制御電動車が1960年にクラヴェンス社で製造され、スタンダード形から改造された付随車2両と組んで4両編成で就役した。1台車2主電動機などの新機構を盛り込み、セントラル線全車両更新に向けた試作車と位置付けられていたが、セントラル線で運用されていた旧型車両の老朽化が深刻化したこと、新機構の検証に時間を要したこと、旧型付随車の改装に要する費用が多額であったことから1960形の量産はセントラル線用としては実現せず、セントラル線にはピカデリー線用1959形電車を小変更した1962形電車が投入された。1960形電車で試験された新機構の一部はヴィクトリア線開業用に準備された1967形電車に採用されている。1960形電車は自動列車運転装置の試験やセントラル線末端部の区間運転に使用されたのち順次廃車され、1編成が軌道検測車としてロンドン地下鉄に残るほか、1編成が動態保存されている。

## 登場の背景
ロンドン地下鉄では、1938形電車の試作として6両編成4本の1935形電車がメトロキャメルで製造された例、1992形電車量産を前提に4両編成3本の1986形電車が3社に発注された例などに見られるように、新しい機構は試作車での試験後に量産に移行する手法が採られることがあった。1960形電車12両は、セントラル線旧型車置換用車両の試作車として1958年にシェフィールドのクラヴェンス社に発注され、1960年に納入された。338両の制御電動車がこの12両に続いて製造される予定とされていたが、セントラル線で運用されていたスタンダード形電車の老朽化が著しく、運行維持が困難となったため、セントラル線には急きょピカデリー線用として製造されていた1959形電車を投入することになり、1960形電車の量産計画は中止された。1960形電車で試験された新機構の多くはヴィクトリア線開業用に準備された1967形電車に採用されて量産された。

## 1960形電車で採用された新機構
1960形電車では従来の1台車1主電動機方式（1両に主電動機2基）から、1台車2主電動機方式（1両に主電動機4基）に変更され、リレーで制御された空気圧でカムシャフトを回転させて主電動機の速度制御をおこなう主制御装置が採用された。このシステムは1両2基の主電動機を制御する方法としてはすでに実績があったが、システムを大変更することなく4基の主電動機を制御するため、主電動機2基が直列に接続され、直列に接続された2基を一組とし、二組を直列と並列につなぎ換えるシステムが採用された。空転防止のため、直列に接続された主電動機のうち1つが他方よりも速く回転すると自動的にリセットする機構が盛り込まれた。従来の台車は駆動軸に軸重をかけるため前後非対称となっていたが、1960形電車ではすべての軸が駆動軸となったため、台車回転中心は台車の幾何的中心に設けられた。
1960形電車では全自動の連結器も採用された。従来の車両では先頭車の向きが固定されており、北または西向(Aエンド)の先頭車は南または東向(Dエンド)の先頭車としか連結できず、セントラル線ハイノールト・ループのように運用によって先頭車の向きが変わる路線での運用に支障をきたしていた。1960形電車の連結器ではほぼすべての配線を2重にもつことで先頭車はAエンド、Dエンドのどちら向きでも運用できるようになった。
従来の車両では駆動軸上の床が一段高くなっていたが、1960形電車では床が平面となった。 

## 車体

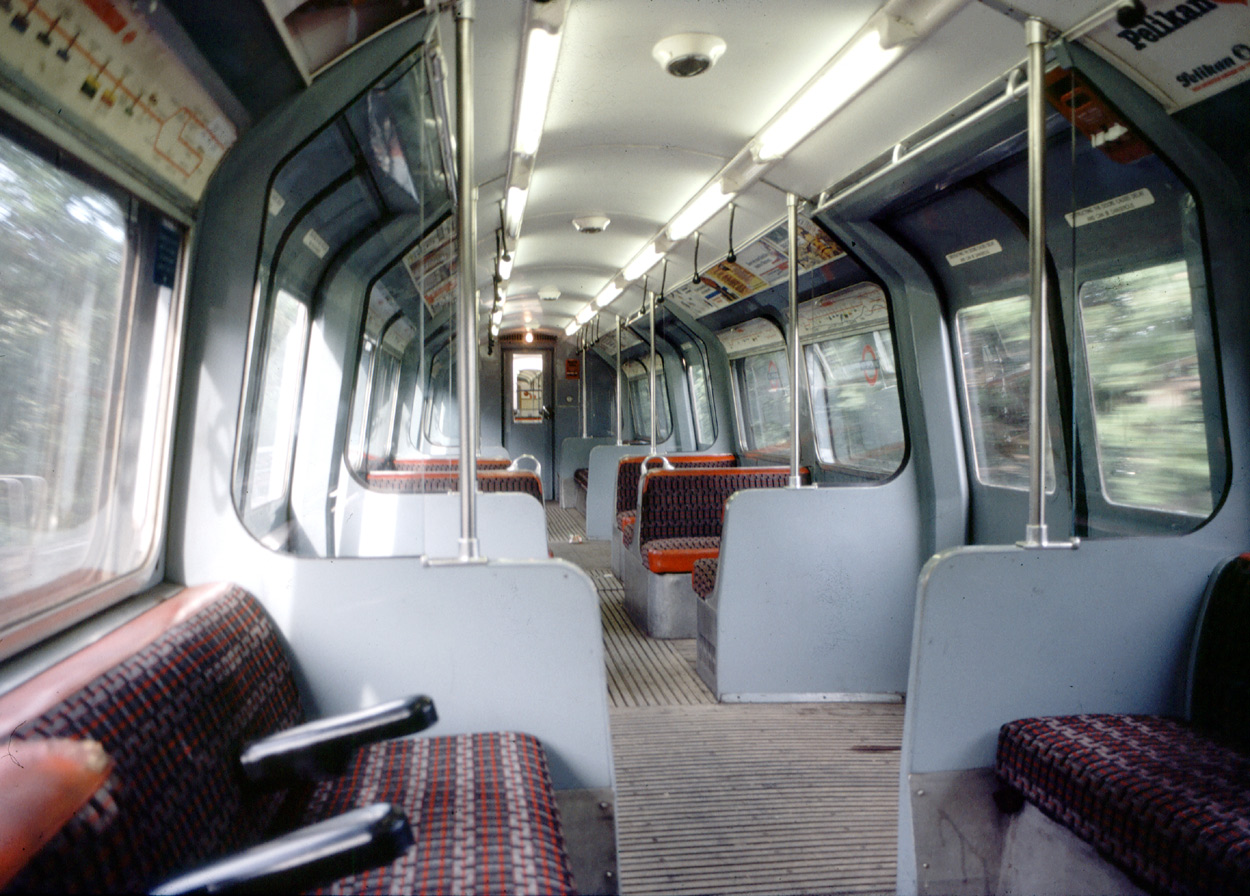
1960形制御電動車車内

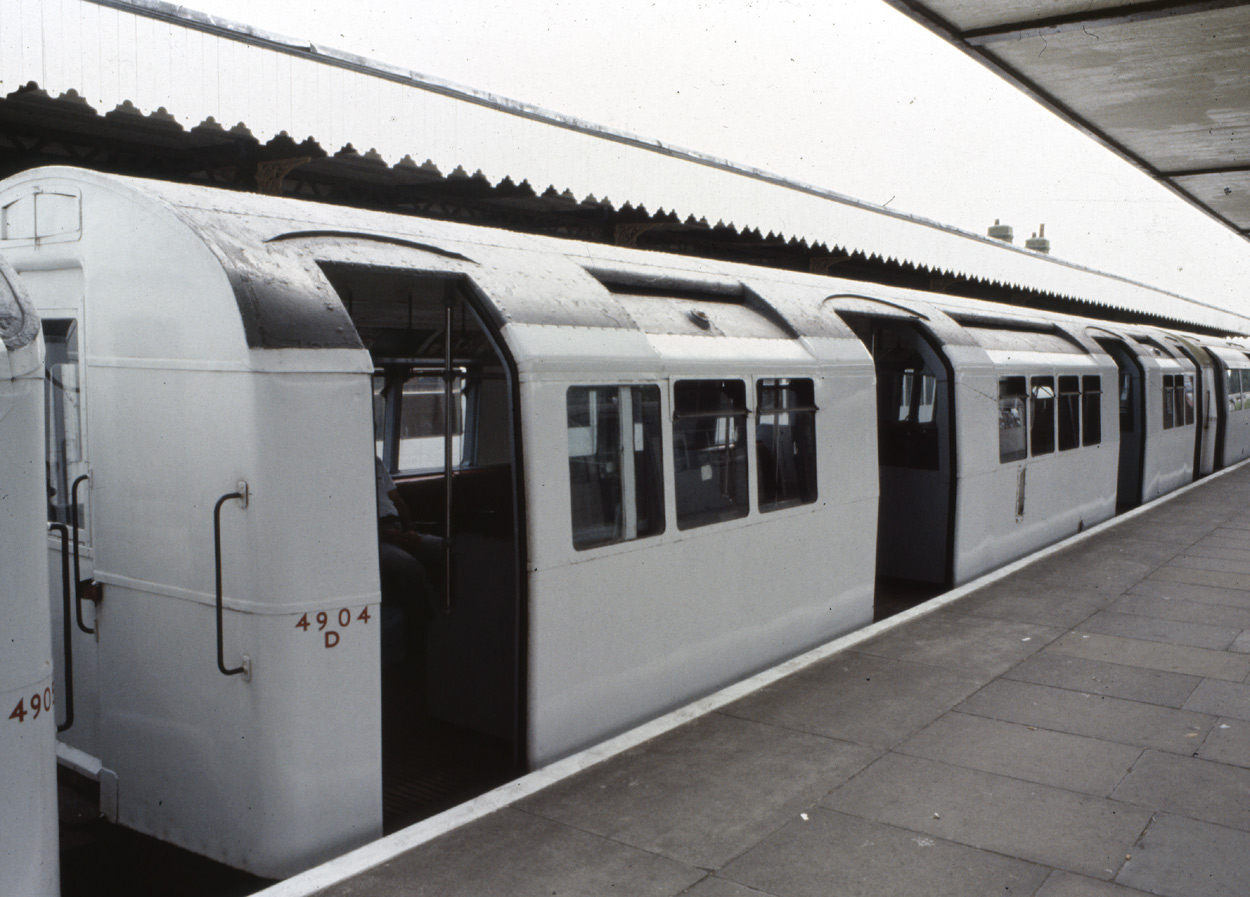
1960形付随車4904。ハイノールト駅にて。車端のドアがある1931年製の車両の例。車両番号の下のDの表記は防氷装置設置車両を示す。

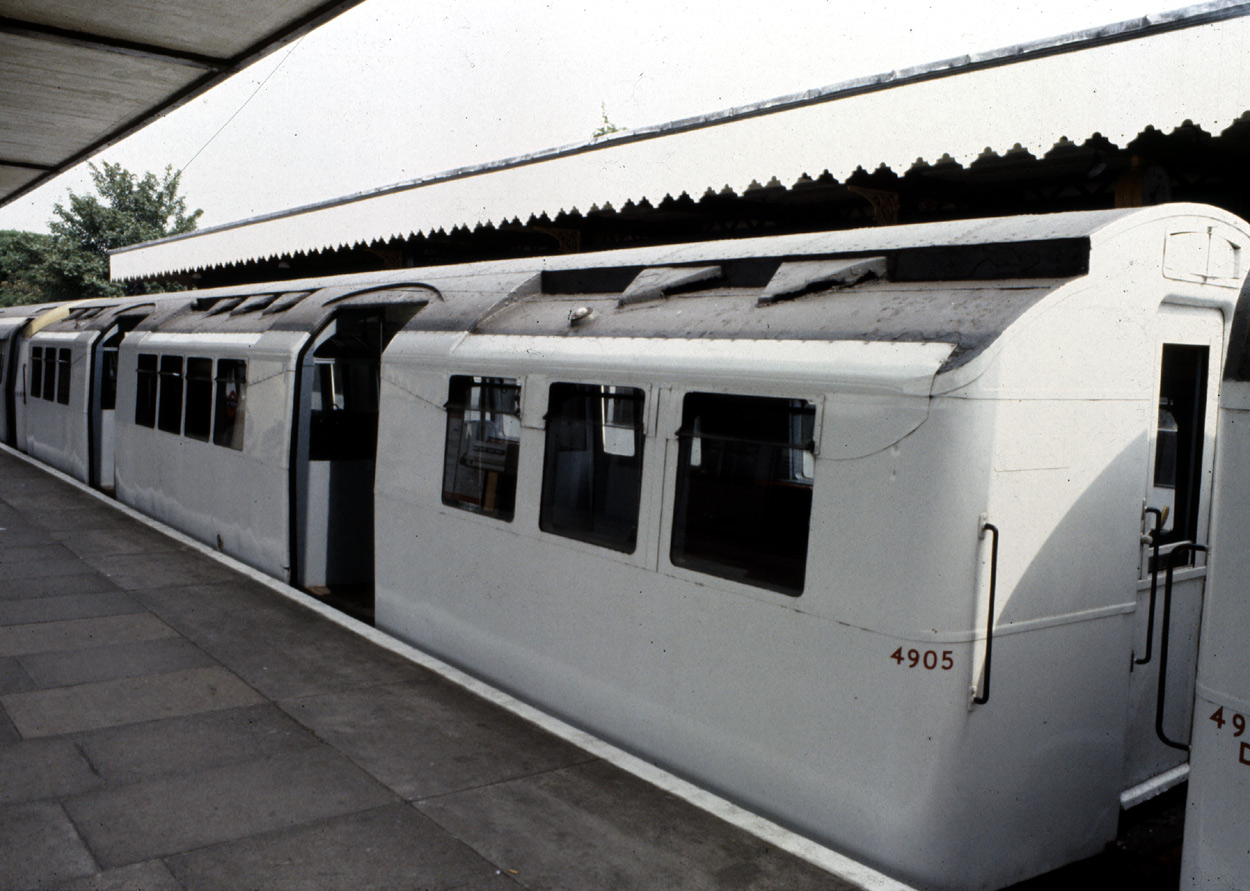
1960形付随車4905。ハイノールト駅にて。車端のドアがない1927年製の車両の例。

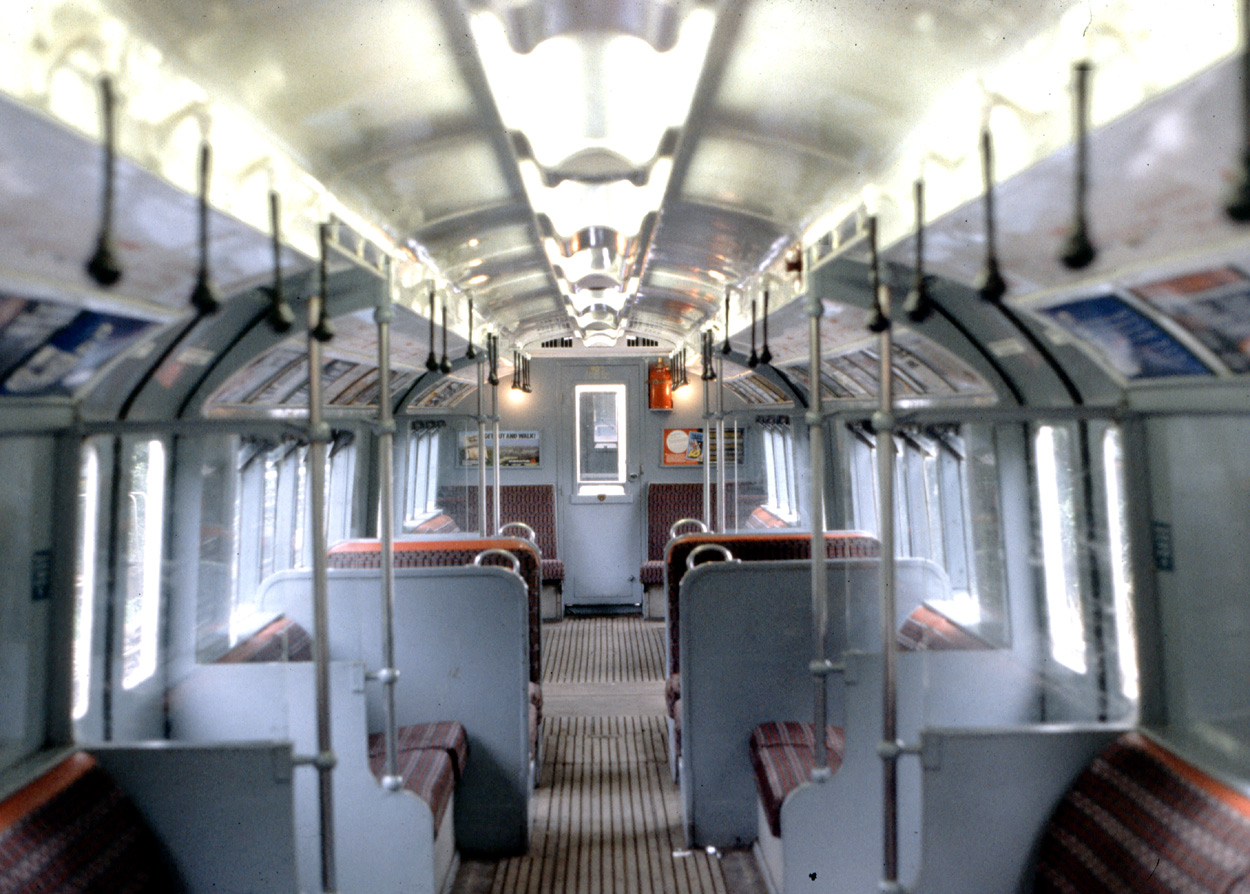
1960形付随車4905の車内

1960形電車の外観、諸寸法は当時量産されていた1959形電車に類似し、車体材質も1959形電車同様アルミニウムとなった。先頭部の上半分は後方にやや傾斜した形態となった。1938形電車以降の各車両同様、両車端に片開き扉、車体中央部に2か所の両開き扉がある。車内は両開き扉の間に4人掛けボックスシート4組が設けられ、それ以外はロングシートとされた。
制御電動車2両に挟まれる中間付随車2両はスタンダード形電車から転用された。転用にあたり、付随車には車内照明の蛍光灯化、戸閉表示車側灯の設置、アルミ無塗装の先頭車に併せて銀色への塗装色変更などの近代化改造が施された。12両の付随車のうち4両は1927年製のもので、車端部の旅客用ドアがなく、車両中央部のドアだけの車両だったため、うち2両には車端部のドアを増設する工事が行われた。残りの8両は1931年製のもので、製造時から車端部に旅客用ドアがあった。

## 歴史
1960形電車は1960年11月9日から営業運転に投入された。クラヴェンスから最初に出場した2両には3000、3001の番号が記されていたが、営業入り前に3900、3901に改められ、12両の制御電動車には3900 - 3911の番号が与えられた。旧型車から改造された付随車も当初は4000から始まる番号となることが計画されていたが、4900 - 4911となって営業に入った。セントラル線では2編成を組み合わせた8両編成で運用される構想で、当初セントラル線本線部で運用されたが、後に末端部であるハイノールト・ループでの運用に変更されている。1960形電車の量産が中止され、1962形電車でセントラル線の車両更新が行われた理由の一つに、旧型の付随車を1960形電車編成で運用できるよう改造する費用がかさんだことが挙げられている。
付随車12両のうち4両には後に防氷装置が設置され、識別のため車両番号下にDが追記された。1974年ごろまでにスタンダード形電車から改造された付随車の維持が困難になったため、1975年から1983年にかけて編成中2両の付随車を1938形電車から改造された付随車1両で置き換えることになり、編成は4両から3両に減車された。1938形電車付随車には空気圧縮機2台を搭載する改造などがほどこされたが、改造費用がかさむため、3編成に実施されたにとどまった。 1938形電車から改造された付随車は4921、4927、4929に改番された。この改造工事中、制御電動車の一部にアスベストが使われていることがわかり、工事に長期間を要する原因となった。別の4両2編成について更新工事がハイノールト車庫で1980年と1981年に施行され、付随車の塗装色が銀色から白色に変更された。第6編成は1980年代前半には軌道検測用とされ、1938形付随車1両がTRC912に改番されてこの編成用とされたが、使用されることなく2006年まで保管された後ロザラムで解体された。

## 自動運転装置

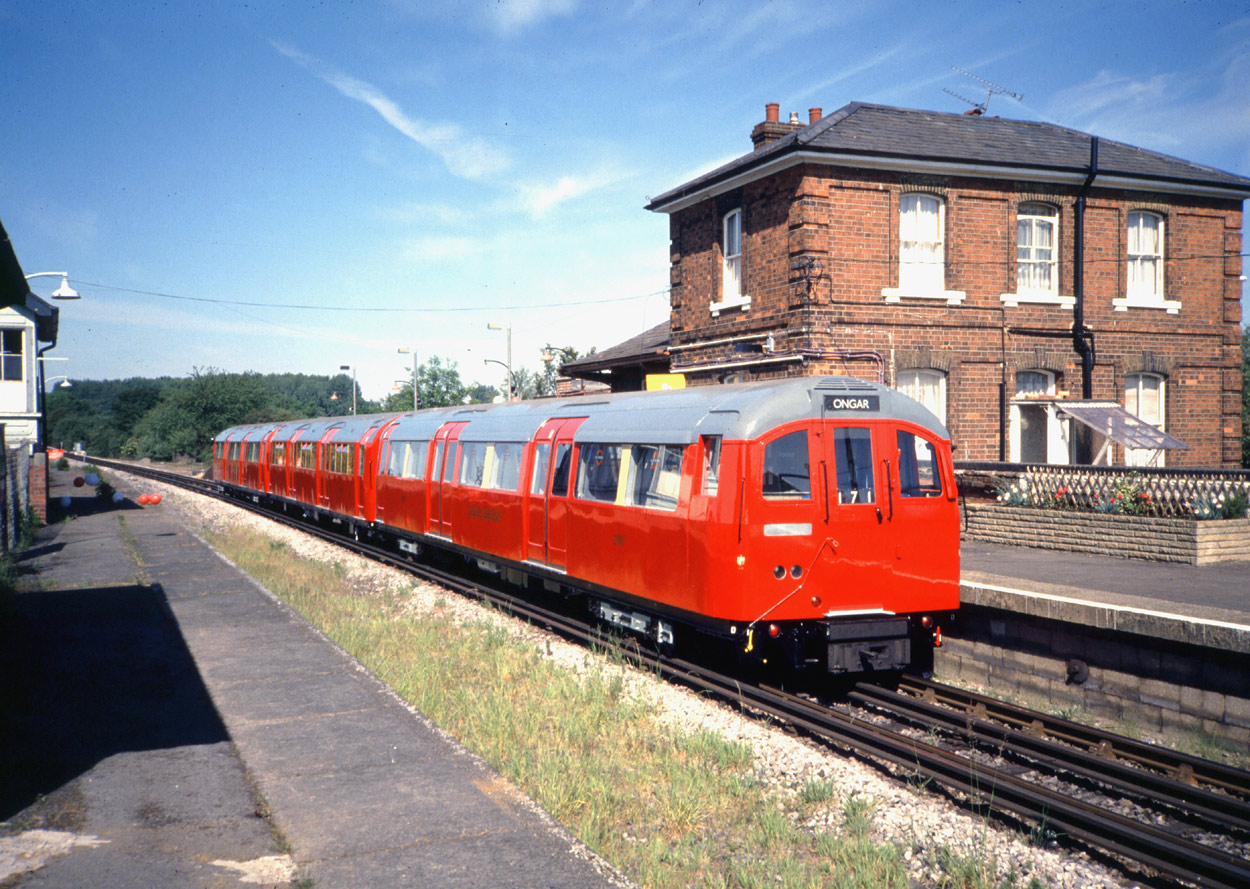
ノースウィールド駅に停車中の赤く塗装された1960形電車エッピング行き。この編成は1938形電車から改造された付随車を組み込んだ3両編成　1990年4月撮影

1960形電車は主にセントラル線末端のハイノールト・ループで運用された。1963年にディストリクト線で短期間自動列車運転装置(ATO)の試験が行われた後、列車運行頻度が低いセントラル線ウッドフォード - ハイノールト駅間でヴィクトリア線開業に備えたATOの本格的試験が行われ、1960形電車6編成のうち5編成がアクトン工場で試験用に改造された。運転室側扉はふさがれ、運転室には客室を通って出入りする構造となった。1人乗務に対応するため、制御電動車後部にあった旅客用ドア開閉用のスイッチは運転室に移設された。
先頭台車には信号の受信器が取り付けられた。1本のレールからは信号を常時受信し、この信号が途切れた場合は列車が停止する。もう一方のレールからは必要に応じて速度と停止位置に関する指令を受信する。運転士(driver)は列車操作者(train operator)と改名され、旅客ドアの開閉と発車ボタンの操作を担当することになった。発車ボタンは2つのボタンを同時に押すことで機能する。停止信号での停車と、発車可能な信号が現示された時の再出発も自動で行う。営業列車での自動運転は1964年4月5日に開始されたが、自動運転装置はデータ収集と調整の容易化のため制御電動車客室、運転台後部に置かれた。

## 廃車
1編成は1980年代前半には全自動運転装置を装備してウッドフォード - ハイノールト間の支線で運用された。1960形で試験されたATO装置は1986年までに所定の寿命を終え、3編成から撤去されて手動運転に戻された。この3編成のうち1編成はエッピング - オンガー間の支線が1994年9月に廃止されるまででこの区間の折り返し運転で運用された
初期に軌道検測用として転用されていた1960形電車はアスベスト含有のためすぐに廃車され、別の制御電動車2両が軌道検測車として、1973形電車から改造した付随1両を組み込んだ3両編成として使用されている。別の1編成は1995年にクラヴェンス保存鉄道に売却され、撮影用や団体列車用として使用されている。